# Roman Malek
Roman Malek (* 3. Oktober 1951 in Bytów, Polen; † 29. November 2019 in Grudziądz) war ein Steyler Missionar und emeritierter Sinologe.
Er lehrte als Professor für Religionswissenschaft an der Theologischen Fakultät der Philosophisch-Theologischen Hochschule SVD St. Augustin und Sinologie an der Universität Bonn. Er war bis 2012 Chefredakteur der sinologischen Zeitschrift Monumenta Serica – Journal of Oriental Studies und Herausgeber der Monumenta Serica Monograph Series sowie Chefredakteur der Zweimonatsschrift China Heute.
Malek starb am 29. November 2019.

## Schriften (Auswahl)
- Das Tao des Himmels. Die religiöse Tradition Chinas, Freiburg, Herder 1996
- Verschmelzung der Horizonte: Mozi und Jesus. Zur Hermeneutik der chinesisch-christlichen Begegnung nach Wu Leichuan (1869–1944), Leiden-Boston, Brill 2004